# 新潮
『新潮』（しんちょう）は、新潮社が発行している月刊の文芸雑誌。

## 概要
1904年5月5日創刊。 新潮新人賞（1969年-）を主催し、川端康成文学賞と三島由紀夫賞と萩原朔太郎賞の受賞発表を行っている。新潮社の純文学部門を担う位置付けとされており、同社の『小説新潮』が大衆小説部門を担っているのと対をなす。
この『新潮』と、『文學界』（文藝春秋発行）、『群像』（講談社発行）、『すばる』（集英社発行）、『文藝』（河出書房新社発行、季刊誌）は「五大文芸誌」と呼ばれ、これらに掲載された短編・中編が芥川賞の候補になることが多い。
佐藤義亮が経営難のために手放した『新聲』(1896年創刊)が前身。同誌は長谷川伸、若山牧水、生田長江らを輩出し、当時青年投稿誌の雄と言われた『文庫』（1895年創刊）と並ぶ青年派の一大勢力となったが、1903年に佐藤が編集を離れ、翌年『新潮』を立ち上げた。

## 歴代編集長
- 中根駒十郎（1924年 - 1943年）
- （中村武羅夫（1912年 - 1944年））
- 楢崎勤（1944年 - 1945年）
- 佐藤哲夫（1945年）
- 斎藤十一（1946年 - 1967年）
- 酒井健次郎（1967年 - 1976年）
- 谷田昌平（1976年 - 1981年）
- 坂本忠雄（1981年 - 1995年）
- 前田速夫（1995年 - 2003年）
- 矢野優（2003年 - 2024年）
- 杉山達哉（2024年 - ）